# Liste deutscher Stadtgründungen/12. Jahrhundert
Die Liste deutscher Stadtgründungen im 12. Jahrhundert enthält Orte, die im 12. Jahrhundert gegründet oder erstmals urkundlich erwähnt wurden und später zu Städten wurden.
- 1104 Treffurt, erste urkundliche Erwähnung
- 1105 Gehren, erste urkundliche Erwähnung
- 1105 Krefeld, erste urkundliche Erwähnung als „Krinvelde“
- 1106 Bad Lausick, erste urkundliche Erwähnung
- 1107 Wiesdorf, erste urkundliche Erwähnung (Stadt 1921)
- 1108 Oldenburg (Oldb), erste urkundliche Erwähnung als „Aldenburg“
- 1108 Geislingen an der Steige, erste urkundliche Erwähnung als „Giselingen“
- 1110 Göppingen, erste urkundliche Erwähnung
- 1115 Köthen (Anhalt), erste urkundliche Erwähnung
- 1117 Schwabach, erste urkundliche Erwähnung unter dem Namen „Villa Suabach“
- 1118 Stolberg (Rheinland), erste urkundliche Erwähnung
- 1119 Apolda, erste urkundliche Erwähnung
- 1119 Auerbach in der Oberpfalz
- 1119 Bad Berka, erste urkundliche Erwähnung
- 1120 Neustadt an der Orla, erste urkundliche Erwähnung
- 1121 Brandis, erste urkundliche Erwähnung
- 1121 Fellbach, erste urkundliche Erwähnung
- 1121 Wernigerode, erste urkundliche Erwähnung
- 1122 Plauen, erste urkundliche Erwähnung als „vicus plawe“
- 1122 Weida, erste urkundliche Erwähnung
- 1124/25 Usedom (Stadt), erste urkundliche Erwähnung (Otto von Bamberg), 1295/98 oppidum mit Stadtrecht (Lübisches Recht)
- 1124/25 Gartz (Oder), urk. Ersterwähnung  (Otto von Bamberg), 1249 Stadtrechtsverleihung (Magdeburger Recht) durch Herzog Barnim I.
- 1125 Sondershausen, erste urkundliche Erwähnung
- 1126 Wallenfels, erste urkundliche Erwähnung
- 1127 Wolgast, erste urkundliche Erwähnung als Hologast
- 1128 Memmingen, erste urkundliche Erwähnung
- 1128 Gützkow, erste urkundliche Erwähnung als Gozgaugia (Otto von Bamberg), zwischen 1300 und 1353 Stadtprivileg nach lübischem Recht
- 1129 Altdorf bei Nürnberg
- 1130 Bleicherode, erste urkundliche Erwähnung
- 1130 Peine, erste urkundliche Erwähnung
- 1131 Altenkirchen (Westerwald)
- 1131 Wipperfürth, erste urkundliche Erwähnung als „Weperevorthe“
- 1135 Bad Rodach, erste urkundliche Erwähnung
- 1135 Düsseldorf, erste urkundliche Erwähnung (Verleihung der Stadtrechte 1288)
- 1135 Gräfrath, erste urkundliche Erwähnung als „villa Greverode“
- 1135 Neumarkt in der Oberpfalz, erste urkundliche Erwähnung
- 1135 Schkölen, erste urkundliche Erwähnung
- 1136 Aalen, erste urkundliche Erwähnung
- 1136 Crailsheim, erste urkundliche Erwähnung
- 1136 Tribsees, (bzw. 1140), erste urkundliche Erwähnung, 1285 Stadtrecht (Lübisches Recht) durch Rügenfürst Wizlaw II.
- 1136 Lassan, erste urkundliche Erwähnung als terra Lesane, Stadtrechtsverleihung zw. 1264 und 1278 durch Pommernherzöge
- 1137 Bad Liebenstein, erste urkundliche Erwähnung
- 1138 Marburg, erste urkundliche Erwähnung (Marktort 1140, Stadt 1222)
- 1139 Bensberg, erste urkundliche Erwähnung
- 1139 Meuselwitz, erste urkundliche Erwähnung
- 1139 Orsoy, erste erkundliche Erwähnung (Stadtrechte circa 1273)
- 1142 Lichtenfels, erste urkundliche Erwähnung
- 1143 Chemnitz, erste urkundliche Erwähnung
- 1143 Kranichfeld, erste urkundliche Erwähnung
- 1144 Ziegenhain (Schwalmstadt), erste urkundliche Erwähnung
- 1146 Ibbenbüren, erste urkundliche Erwähnung
- 1146 Kirchhain, erste urkundliche Erwähnung (Stadtrechte 1352)
- 1146 Plochingen, erste urkundliche Erwähnung als „Blochingen“
- 1147 Lehrte, erste urkundliche Erwähnung
- 1148 Arendsee (Altmark)
- 1148 Offenburg, erste urkundliche Erwähnung
- 1150 Hannover, erste urkundliche Erwähnung als „vicus Hanovere“
- 1150 Lübben (Spreewald) erstmals erwähnt
- um 1150 Lennep, erste urkundliche Erwähnung
- 1150 Lüttringhausen, erste urkundliche Erwähnung
- 1150 Rendsburg, erste urkundliche Erwähnung
- um 1150 Wermelskirchen, erste urkundliche Erwähnung als „Werenboldeskirken“
- 1151 Stadtsteinach, erste urkundliche Erwähnung
- 1153 Besigheim, erste urkundliche Erwähnung
- 1154 Schüttorf, erste urkundliche Erwähnung als „curtis Scutthorp“
- 1155 Heringen/Helme, erste urkundliche Erwähnung
- 1155 Sindelfingen, erste urkundliche Erwähnung als „Sindelvinga“ (Stadtgründung 1263)
- 1156 Cottbus
- 1157 Bernau im Schwarzwald, erste urkundliche Erwähnung
- 1157 Monheim am Rhein, erste urkundliche Erwähnung
- 1158 München, erste urkundliche Erwähnung als „forum apud Munichen“ im Augsburger Schied
- 1158 Lüchow (Wendland) erste urkundliche Erwähnung
- 1159 Barth, urk. Ersterwähnung als provincia Barta, 1255 Stadtrechtsverleihung (Lübisches Recht) durch Rügenfürst Jaromar II.
- 1160 Weißenhorn, erste urkundliche Erwähnung als „villa Wizzenhorn“
- 1162 Worbis, erste urkundliche Erwähnung
- 1162 Homberg (Efze), erste urkundliche Erwähnung
- 1164 Dahme/Mark
- 1168 Opladen, erste urkundliche Erwähnung als „Upladhin“
- 1168 Garz/Rügen, erste urkundliche Erwähnung als Charenza (Saxo Grammaticus), älteste Stadt Rügens
- 1170 Ebersbach an der Fils, erste urkundliche Erwähnung, Stadterhebung 1975
- 1170 Loitz, erste urkundliche Erwähnung als Losice, 1242 Stadt (civitates) mit Lübischen Recht durch Detlef von Gadebusch
- 1171 Bützow, erste urkundliche Erwähnung als Butissowe bzw. Butessowe, 1180 bischöfliche Residenz des Bistums Schwerin, Stadtrechtsverleihung 1236
- 1173 Aue, erste urkundliche Erwähnung
- um 1173 Remscheid, erste urkundliche Erwähnung
- 1174 Wittenberg, erste urkundliche Erwähnung
- 1175 Altentreptow, urk. Ersterwähnung als Trypethowe, civitas 1245, Stadtrecht (Lübisches Recht) 1282
- 1177 Kröpelin, erste urkundliche Erwähnung als „Crapelin“
- 1177 Pasewalk, erste urkundliche Überlieferung als Pozdewolk, Stadtrechtsverleihung etwa 1276
- 1178 Dargun, urk. Ersterwähnung als Rokitnitze, 1625 Marktsiedlung mit Zunftwesen, 1938 Stadtrecht
- 1179 Neumark, erste urkundliche Erwähnung
- 1179 Furtwangen im Schwarzwald, erste urkundliche Erwähnung
- 1180 Burscheid, erste urkundliche Erwähnung als „Bursceit“
- 1180 Eisenach, erste urkundliche Erwähnung
- 1182 Jena, erste urkundliche Erwähnung
- 1184 Gütersloh, erste urkundliche Erwähnung des Bischofs von Osnabrück
- 1185 Freiberg
- 1185 Lippstadt
- 1185 Nossen, erste urkundliche Erwähnung als Herrensitz der Ritter vom Nuzzin
- 1187 Teuschnitz, erste urkundliche Erwähnung
- 1188 Dahlen, erste urkundliche Erwähnung
- 1188 Mölln, erste Urkundliche Erwähnung
- 1188 Wolfenbüttel, erste urkundliche Erwähnung als „Wulferesbutle“
- 1190 Gardelegen, erste urkundliche Erwähnung
- 1191 Alsdorf
- 1194 Bayreuth, erste urkundliche Erwähnung
- 1196 Gifhorn, erste urkundliche Erwähnung im Güterverzeichnis des Braunschweiger Stifts St. Cyriakus
- 1196 Heidelberg, erste urkundliche Erwähnung
- 1197 Spandau, erste urkundliche Erwähnung
- 1198 Ebeleben, erste urkundliche Erwähnung
- 1198 Langewiesen, erste urkundliche Erwähnung
- 1199 Königsee, erste urkundliche Erwähnung
- 1200 Oschatz, erste urkundliche Erwähnung

## Verleihung der Stadtrechte
Folgende Orte bekamen im 12. Jahrhundert die Stadtrechte verliehen:
- um 1120 Erfurt (Urkunden sprechen erstmals von „Bürgern“)
- um 1120 Freiburg im Breisgau (durch die Herzoge von Zähringen)
- 1135 Mühlhausen/Thüringen
- 1144 Naumburg (Saale)
- 1153 Bopfingen
- 1157 Bautzen – Erteilung von einzelnen Stadtrechten – unsicher ob schon volles Stadtrecht – dieses spätestens seit 1213 (schrittweise Verleihung der Stadtrechte)
- 1158 Schkölen
- 1160 Stendal
- 1160 Lübeck erhält Soester Stadtrecht (Ersterwähnung 1076)
- 1161 Aschaffenburg
- 1162 Schwäbisch Gmünd, erste überlieferte Erwähnung als Stadt, „älteste Stauferstadt“
- 1165 Leipzig
- 1166 Aachen
- um 1170 Siegen als civitas bezeichnet (Ersterwähnung 1079, Soester Stadtrecht 1303)
- um 1170 Münster – offizielle Verleihung der Stadtrechte
- um 1170 Herford
- 1175 München
- 1180 Saalfeld/Saale
- 1180 Staßfurt
- 1185 Weißenfels
- 1186 Vacha
- 1188 Korbach erhält Soester Stadtrecht
- 1190 Neuss
- 1192 Ettlingen
- 1193 Donauwörth 1193 durch Kaiser Heinrich VI. zur Stadt erhoben
- 1194 Sangerhausen
- im 12. Jahrhundert Gotha